# Sint-Nicolaaskerk (Koblenz)
De Sint-Nicolaaskerk (Duits: St-Nikolaus-Kirche) is een katholieke parochie- en bedevaartkerk in Koblenz. De kerk is gelegen in het stadsdeel Arenberg en werd  in de jaren 1860-1872 op initiatief van pastoor Johann Baptist Kraus (1805-1893) in neoromaanse stijl gebouwd. Bij de kerk bevindt zich een groot park met vele kapellen, beeldengroepen en een kruisweg. Het gehele complex maakt sinds 2002 als het meest noordelijke monument deel uit van het UNESCO-Werelderfgoed Mittelrhein.

## Geschiedenis
De huidige parochiekerk van Arenberg werd op 26 september 1868 geconsacreerd. Het zeer uitbundig gedecoreerde godshuis werd op initiatief van pastoor Kraus naar het ontwerp van de Koblenzer stadsarchitect H. Nebel opgericht. De kerk werd gebouwd op de fundamenten van een oudere kerk, waarvan toren en priesterkoor waarschijnlijk uit circa 1465 dateerden. 
In de jaren 1960 werd de kerk helaas gerenoveerd. Veel van de oorspronkelijk decoratie verdween omdat het oude interieur niet meer voldeed aan de toen heersende smaak. Dit werd niet alleen veroorzaakt door het Tweede Vaticaans Concilie. Ook een goede bedoelde brochure met de titel "Was halten Sie von Arenberg-Kunst oder Kitsch", wat juist een pleidooi moest zijn voor het behoud van de oorspronkelijke inrichting, bewerkstelligde het tegenovergestelde effect. De schrijver doelde met kitsch o.a. op de net overgeschilderde kleurige kruiswegstaties met een bronzen kleur, maar bijna niemand las de brochure en voor velen was de titel al voldoende om de conclusie te trekken dat de "oude kitsch" moest worden verwijderd. Kerkleiders schaamden zich voor hun kerk en het veelvoud aan beelden in het park. En zo verdween veel van de oorspronkelijk decoratie uit de kerk. Met name de altaarruimte werd zwaar getroffen, maar ook de communiebank werd verwijderd, de muur met het tabernakel werd verminkt, het baldakijn boven de kansel moest het ontgelden, de kostbare kristallen kroonluchters verdwenen en de psalmen op de bogen van het middenschip werden met een grijze kleur overgeschilderd. Ook het park moest het ontgelden, er werd zoveel aan groen gerooid dat het door de pastoor Kraus weldoordachte ecologische drainagesysteem werd vernietigd waardoor de fundamenten van de kerk werden aangetast. Het hele complex begon ten prooi te vallen aan verloedering en de bedevaart raakte in onbruik, vooral ook omdat men niet meer begreep wat de pastoor oorspronkelijk met de aanleg voor ogen had.   
Het keerpunt kwam in 1982, toen een jonge vrouw uit Koblenz, Silvia Maria Busch, een dissertatie had geschreven over de bedevaartsplaats. In deze periode werd ook een vereniging opgericht om het in slechte staat verkerende complex te redden. Zij werkte in haar proefschrift het hele concept van het heils- en verlossingsdenken van het bedevaartcomplex uit, dat met ondersteuning van de kerk, kapellen en schrijnen een afspiegeling vindt in het natuurlijke landschap met rotsen, bomen en water. Met name tegen de achtergrond van de industriële revolutie en sociale onrust van de 19e eeuw valt deze voorstelling van dit nagebootste paradijs beter te begrijpen. Zo heeft pastoor Kraus ook het iconografische concept van de beelden zo uitgekozen, dat de schutspatronen van kansarme mensen ruimschoots vertegenwoordigd zijn. Daarmee zou het verlossingsdenken ook voor die bevolkingsgroepen herkenbaarder worden.

## Beschrijving kerk
De kerk betreft een drieschepige neoromaanse pijlerbasiliek met een 3/8 koorafsluiting  en vormt het middelpunt van de bedevaartsplek. De torens van de Koblenzer Florinuskerk strekten tot voorbeeld voor de beide torens. Ondanks de veranderingen van de jaren 1960 is de kerk nog rijk aan bezienswaardigheden. Aan de pijlers staan beelden van heiligen en heersers die zich verdienstelijk maakten voor het christelijk geloof zoals Karel de Grote. Tussen de arcades en de lichtbeuk zijn in de stijl van de Nazareners grote muurschilderingen aangebracht die over de lijdensgeschiedenis van Christus gaan. Aan de pijlers in de zijschepen bevindt zich de kruisweg uitgevoerd in terracotta-reliëfs. De kruisweg bestaat uit twaalf staties, de ontbrekende twee staties worden aangevuld door de monumentale kruisigingsgroep in de altaarruimte en een voorstelling van de graflegging in een kapel. Samen met de kruisweg buiten wordt het lijden en de verlossing van Christus meervoudig gethematiseerd.
De doopkapel staat uiteraard geheel in het teken van geboorte en doop. Het doopvont midden in de ruimte staat op het fundament van de doopvont uit 1331. Links bevindt zich een beeldengroep van de doop van Christus in de Jordaan door Johannes de Doper en achter het doopvont een beeldengroep voorstellende de geboorte van Jezus. Het gebrandschilderde raam stelt eveneens de geboorte van Jezus voor. Het is het enige raam dat de bombardementen in 1944 overleefde. Alle overige vensters zijn na de Tweede Wereldoorlog vervangen. De hele kerk is met mozaïeken van gesteente, schelpen en mineralen ingericht.

## Het Bijbelse park
Naast de kerk sluit een park aan waarin pastoor Johann Baptist Kraus in de 19e eeuw voor eenvoudige en ongeleerde mensen een soort Bijbels landschap liet maken. Ook wilde hij een daad stellen tegen het opkomende liberalisme. Zonder de steun van keizerin Augusta zou de pastoor waarschijnlijk zijn doel nooit hebben kunnen verwezenlijken. De keizerin ondersteunde de pastoor financieel en maakte de adel opmerkzaam op het project van de pastoor. O.a. tsaar Alexander II van Rusland en keizer Frans-Jozef van Oostenrijk waren naast vele andere hooggeplaatsten hier te gast tijdens hun kuurverblijf in Bad Ems en droegen ruimhartig bij aan het levenswerk van de pastoor.

## Parochiegemeenschap
Sinds oktober 2005 maakt de Sint-Nicolaaskerk deel uit van de Pfarreiengemeinschaft Koblenz Rechte Rheinseite.